# Péndulo de Wilberforce

Un péndulo Wilberforce alterna entre dos modos de oscilación.

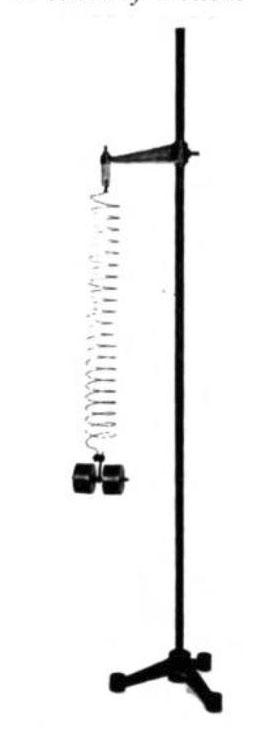
Péndulo Wilberforce, 1908

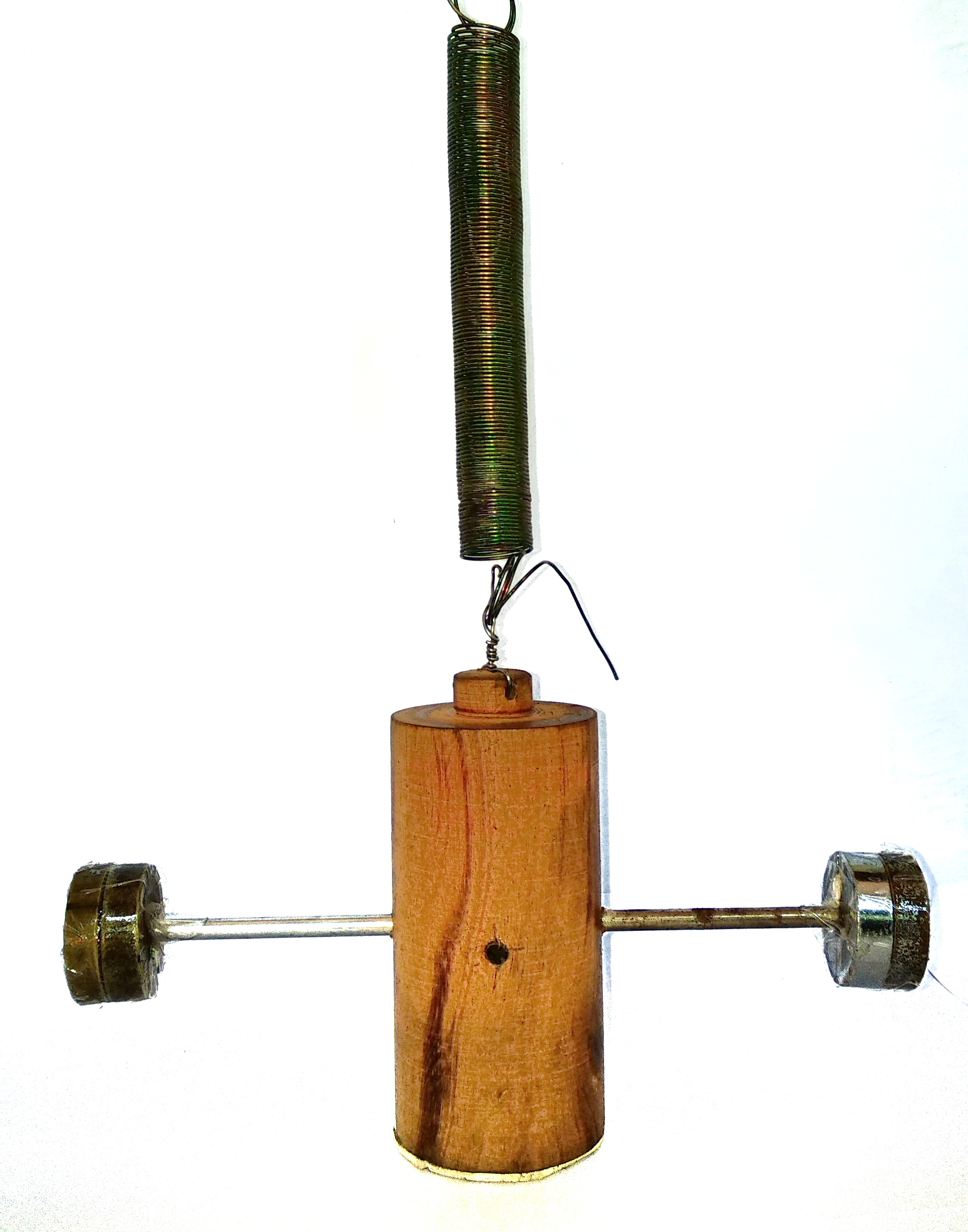
Un péndulo Wilberforce de madera con masas ajustables.

Péndulo de Wilberforce, inventado por el físico británico Lionel Robert Wilberforce alrededor de 1896, consiste en una masa suspendida por un largo resorte helicoidal y libre para girar sobre su eje vertical, torciendo el resorte. Es un ejemplo de oscilador mecánico acoplado, a menudo utilizado como una demostración en la educación en física. La masa puede moverse hacia arriba y hacia abajo en el resorte, y girar de un lado a otro sobre su eje vertical con vibraciones torsionales. Cuando se ajusta correctamente y se pone en movimiento, exhibe un curioso movimiento en el que los períodos de oscilación puramente rotacional alternan gradualmente con períodos de oscilación puramente vertical. La energía almacenada en el dispositivo se desplaza lentamente entre el modo de oscilación traslacional 'arriba y abajo' y el modo de oscilación torsional 'en el sentido de las agujas del reloj y en sentido contrario a las agujas del reloj', hasta que el movimiento eventualmente se desvanece.
A pesar del nombre, en funcionamiento normal no se balancea de un lado a otro como lo hacen los péndulos ordinarios. La masa usualmente tiene pares opuestos de 'brazos' radiales que sobresalen horizontalmente, enhebrados con pequeños pesos que se pueden ajustar atornillándolos hacia adentro o hacia afuera para ajustar el momento de inercia y 'afinar' el período de vibración periódica.

## Explicación
El intrigante comportamiento del dispositivo es causado por un ligero acoplamiento entre los dos movimientos o grados de libertad, debido a la geometría del resorte. Cuando el peso se mueve hacia arriba y hacia abajo, cada descenso del resorte hace que se desenrosque ligeramente, dando al peso una ligera torsión. Cuando el peso se mueve hacia arriba, hace que el resorte se enrosque un poco más, dando al peso una ligera torsión en la otra dirección. Así, cuando el peso se mueve hacia arriba y hacia abajo, cada oscilación le da un par de torsión alterno al peso. En otras palabras, durante cada oscilación, parte de la energía en el modo traslacional se filtra hacia el modo rotacional. Lentamente, el movimiento de subida y bajada disminuye, y el movimiento rotacional aumenta, hasta que el peso solo gira y no oscila verticalmente.
De manera similar, cuando el peso gira de un lado a otro, cada torsión del peso en la dirección que desenrosca el resorte también reduce ligeramente la tensión del resorte, haciendo que el peso descienda un poco. Por el contrario, cada torsión del peso en la dirección de enrollar el resorte más apretado hace que la tensión aumente, elevando el peso ligeramente. Así, cada oscilación del peso de un lado a otro hace que suba y baje más, hasta que toda la energía se transfiere nuevamente del modo rotacional al modo traslacional y el peso solo sube y baja, sin girar.
Un péndulo de Wilberforce puede diseñarse aproximadamente igualando la frecuencia de las oscilaciones armónicas del oscilador masa-resorte fT, que depende de la constante del resorte k del resorte y de la masa m del sistema, y la frecuencia del oscilador rotatorio fR, que depende del momento de inercia I y del coeficiente torsional κ del sistema.
{\displaystyle f_{T}={\sqrt {\frac {k}{m}}}\approx {\sqrt {\frac {\kappa }{I}}}=f_{R}}
El péndulo generalmente se ajusta moviendo los pesos de ajuste del momento de inercia hacia o alejándolos del centro de la masa en cantidades iguales a cada lado para modificar fR, hasta que la frecuencia rotacional esté cerca de la frecuencia traslacional, de modo que el período de alternancia sea lo suficientemente lento para permitir que el cambio entre los dos modos se vea claramente.

## Frecuencia de alternancia o de 'batido'
La frecuencia a la que alternan los dos modos es igual a la diferencia entre las frecuencias de oscilación de los modos. Cuanto más cercanas estén en frecuencia los dos movimientos, más lenta será la alternancia entre ellos. Este comportamiento, común a todos los osciladores acoplados, es análogo al fenómeno de los batidos en los instrumentos musicales, en los que dos tonos se combinan para producir un tono de 'batido' a la diferencia entre sus frecuencias. Por ejemplo, si el péndulo oscila hacia arriba y hacia abajo a una tasa de fT = 4 Hz, y gira de un lado a otro sobre su eje a una tasa de fR = 4.1 Hz, la tasa de alternancia falt será:
{\displaystyle f_{\rm {alt}}=f_{R}-f_{T}=0.1\;\mathrm {Hz} }
{\displaystyle T_{\rm {alt}}=1/f_{\rm {alt}}=10\;\mathrm {s} }
Así, el movimiento cambiará de rotacional a traslacional en 5 segundos y luego volverá a ser rotacional en los siguientes 5 segundos. Si las dos frecuencias son exactamente iguales, la frecuencia de batido será cero y ocurrirá la resonancia.